# Interlingua
Interlingua és una llengua auxiliar internacional planificada, publicada inicialment el 1951 per la International Auxiliary Language Association (IALA) com a resultat de 15 anys de treball. És la llengua auxiliar planificada més parlada del món després de l'esperanto.
Té un aspecte particularment naturalístic enfront d'altres llengües construïdes, ja que està estructurada sobre una gramàtica anglo-romànica simple i un lèxic internacional que s'obté per la comparació dels vocabularis de cinc de les llengües europees més difoses: les quatre llengües romàniques principals (castellà, francès, italià i portuguès) i l'anglès. A aquestes s'afegeixen les aportacions de l'alemany i del rus, el vocabulari de les quals es té en compte en els casos en què els lèxics de les cinc llengües principals de control estan en conflicte entre si.
Es considera un dels exemples més reeixits de llengua planificada. La seva particularitat més notable és que resulta comprensible, sense estudi previ, per a la majoria de parlants de llengües romàniques i, en menor grau, de l'anglès.

## Introducció[calcitació]
L'herència lingüística comuna d'Europa i Amèrica és grecollatina. El llatí que ha sobreviscut en les llengües modernes va ser recopilat en un llibre de l'institut científic IALA per lingüistes i filòlegs professionals, que hi treballaven entre 1924 i 1951.
El resultat s'anomena interlingua. La seva gramàtica està simplificada al màxim, i un europeu o americà instruït comprèn a primera vista un text tècnic o científic en interlingua i n'aprèn un ús actiu en un temps brevíssim.
La seva utilitat pràctica s'ha demostrat com a llengua de sumaris en publicacions científiques, sobretot en el camp mèdic, i com a llengua d'ús en conferències internacionals.
Per als pobles de l'Àfrica i l'Àsia la interlingua serveix com a clau a les llengües occidentals, de les quals és de fet el denominador comú.
En l'ensenyament de llengües això representa un camí ràpid al vocabulari internacional i una excel·lent preparació per a l'estudi de llengües romàniques i en l'estudi avançat de l'anglès.

## Història
Després de la Primera Guerra Mundial hi havia un interès creixent en la idea d'una llengua auxiliar internacional. En aquest temps, molts lingüistes, intèrprets i científics es van interessar en el desenvolupament d'una llengua auxiliar òptima. El 1924 l'americana Alice Vanderbilt Morris i el seu marit, Dave Hennen Morris, van fundar la International Auxiliary Language Association (IALA) a Nova York, amb l'objectiu d'estudiar de manera científica les llengües auxiliars que ja existien. La IALA es va centrar en tres activitats principals: trobar altres associacions amb objectius similars en el món; crear una biblioteca sobre llengües i sobre interlingüística; comparar les llengües auxiliars internacionals preexistents (Esperanto, Esperanto II, Ido, Latino sine flexione, Novial, Interlingue) amb l'objectiu d'identificar i patrocinar la llengua auxiliar ja disponible més adequada per a la comunicació internacional. Després de deu anys de recerca, la IALA va arribar a la conclusió que cap de les llengües existents no estava a l'altura d'aquest propòsit i així, els membres de l'associació, van decidir de crear una nova llengua. El 1934, el professor Ezra C. Stillman i el doctor Alexander Gode van enllestir el manual Interlinguistic Standardization, que explicava els criteris per extreure els mots de les llengües de control, aquelles que creien que contenien la concentració més gran de paraules internacionals: anglès, francès, italià i "ibèric" (castellà/portuguès, agrupats sota la consideració d'una sola llengua).
Els primers passos per crear interlingua es van fer el 1936 a Liverpool, però el procés es va suspendre a causa de l'esclat de la Segona Guerra Mundial. La IALA es va traslladar llavors a Nova York. Sota la direcció d'Ezra Clark Stillman, el 1939 va reunir un equip de lingüistes de realitzar el treball.
El treball va continuar durant la Segona Guerra Mundial, però Stillman va abandonar la IALA el 1943 per servir el govern dels Estats Units. Gode va passar a ser, llavors, el director de la investigació. El 1945, un informe general de la IALA va revelar que l'equip havia confeccionat un vocabulari de més de 20.000 paraules internacionals.
Durant la investigació s'havia experimentat amb diverses variants de la llengua. Aquestes variants eren:
- La variant naturalista, totalment prototípica.
- Una variant amb un mínim de regularització i esquematització.
- Una variant amb regularització intermèdia.

El 1946, un conegut lingüista francès, André Martinet, va ser contractat com a director de la investigació per produir un diccionari i una forma final per a la llengua. Martinet va dirigir un sondeig d'opinió sobre la forma de l'idioma, i els resultats van indicar que les variants que tindrien més acceptació i intel·ligibilitat entre més persones serien la naturalísta i la mínimament regularitzada. A finals de 1948, quan Martinet va tornar a la Universitat de Colúmbia, Alexander Gode va assumir la responsabilitat final per elaborar un diccionari de la llengua auxiliar. Alice V. Morris va morir a l'agost de 1950, quan la forma final del diccionari estava a punt d'imprimir-se. El 1951, Alexander Gode va publicar (finançant-lo ell mateix) el producte final, l'Interlingua-English Dictionary, un diccionari unidireccional amb més de 27.000 mots, amb una forma intermèdia entre la variant purament prototípica i la variant amb regularització mínima. Gode, que va ser un dels principals promotors del projecte, va publicar també una gramàtica i un llibre introductori, amb el títol Interlingua a prime vista.
El 28 de juliol del 1955 es va crear la Union Mundial pro Interlingua (Unió Mundial per Interlingua) (UMI), una entitat dedicada a promoure el coneixement i l'ús de l'idioma arreu del món. En l'actualiatat té membres i representants i en els cinc continents i cada cert temps celebra congressos internacionals en diferents països.
El 1960, la metgessa danesa Jørgen Michelsen va esdevenir presidenta de la Union Danese pro Interlingua (Unió Danesa per Interlingua). Llavors va proposar a la revista mensual Danish Medical Bulletin (Butlletí Mèdic Danès), escrita únicament en anglès, la traducció a interlingua d'alguns resums dels seus articles, que seria feta per ella mateixa i Poul Moth i Bjarner Svejgaard. Els resums es van publicar només en un número del 1960; després del 1961, la seva publicació va esdevenir molt regular. El 1965, Jørgen Michelsen va abandonar aquesta tasca i va ser substituït per Bent Andersen. El 1976 es van deixar de publicar traduccions de resums. La publició d'aquests resums durant 15 anys ha estat fins ara l'assoliment més important de l'idioma.

## Característiques[calcitació]
- Interlingua és una llengua internacional fàcil d'aprendre i d'aspecte natural, basada en el conjunt de les principals llengües europees. La seva característica principal és que pot ser entesa, tant per escrit com oralment, sense necessitat d'un estudi previ, per milions de persones, especialment els parlants cultes de les llengües neollatines, i en un grau molt inferior pels angloparlants i germanoparlants, essent això un avantatge important enfront d'altres llengües auxiliars.
- Interlingua és el resultat de la gran cooperació entre reconeguts lingüistes professionals i filòlegs europeus i americans, la tasca dels quals es va culminar el 1951, després d'un llarg i laboriós i treball.
- La seva estructura pren com a base el vocabulari internacional d'origen grecollatí que ha sobreviscut fins a l'actualitat en el castellà, el francès, l'italià, el portuguès i l'anglès, llengües control de referència; a aquestes se sumen l'alemany i el rus com a llengües d'opció alternativa.
- La gramàtica d'interlingua és una síntesi racional i estandarditzada de les gramàtiques d'aquestes llengües de referència.
- Interlingua és una llengua neutra en l'àmbit internacional, ja que no és propietat d'una sola cultura o poble. Almenys en l'àmbit de les llengües neollatines, interlingua és un model d'equanimitat entre les persones, i a causa d'això pot ser una eina útil contra la discriminació lingüística.

## Nombre de parlants[calcitació]

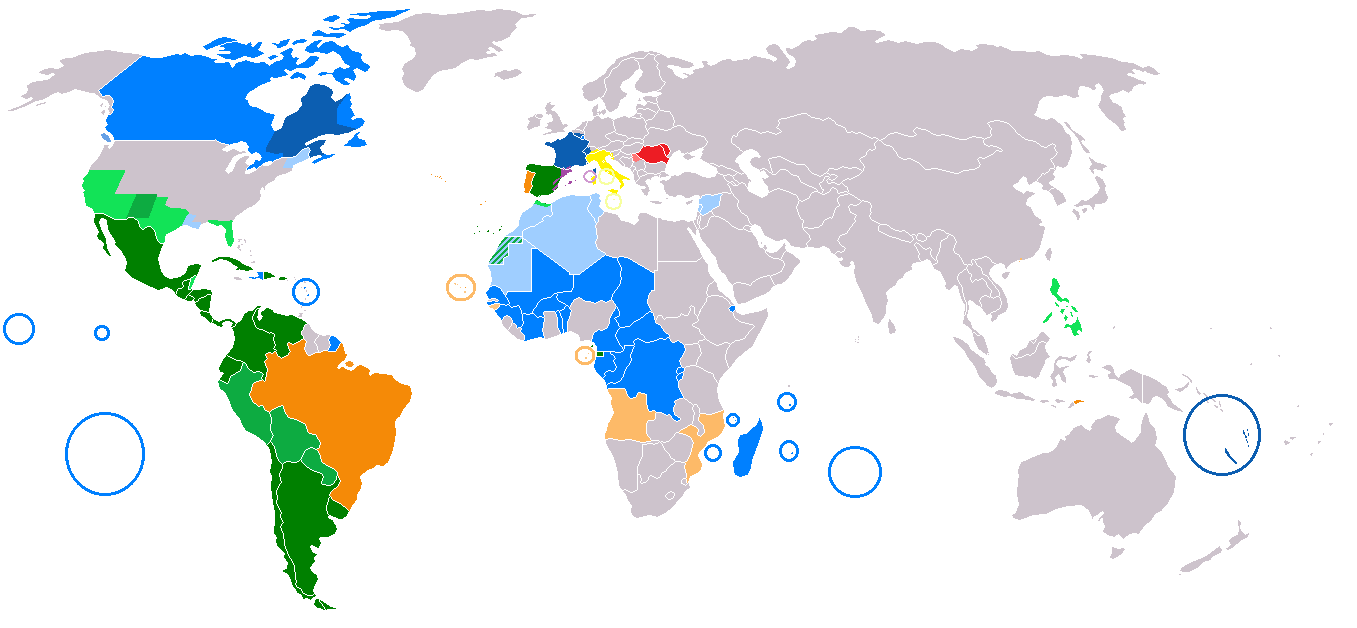
Àrea de distribució de les llengües romàniques. Interlingua és fàcilment comprensible, sense necessitat d'estudi, pels 600 milions de parlants d'aquestes llengües.

En teoria, interlingua pot ser fàcilment entesa, sense cap estudi previ, pels parlants de les seves llengües font: en total 1240 milions de persones, una cinquena part de la humanitat. En la pràctica, els qui millor l'entenen són els parlants cultes de les llengües d'origen llatí, és a dir, aproximadament uns 100 o 150 milions de persones. Segons algunes estimacions, interlingua té aproximadament mil parlants fluids.
El nombre més gran de parlants d'interlingua es concentra en els països on es parlen idiomes germànics, especialment a Escandinàvia i als Països Baixos.

## Gramàtica[calcitació]
La formació de la gramàtica està determinada en gran part pel vocabulari i l'estructura morfològica en les llengües fonts de l'idioma. Com a principi fonamental, s'estableix que ha de ser tan senzilla com sigui possible. Això implica l'exclusió de les diverses particularitats i formes específiques de les llengües constituents: cap gènere masculí ni femení, cap declinació, cap conjugació irregular de verb. Es pot dir que és, a grans trets, un angloromànic simplificat.

### Vocabulari[calcitació]
El vocabulari de la interlingua està extret metòdicament segons la "regla de tres" i la "regla de dos", principalment de l'anglès i de les principals llengües romàniques, i secundàriament de l'alemany i del rus. La intenció és que la interlingua sigui, essencialment, la "mitjana" de totes les llengües d'origen europeu.
Una paraula és acceptada en el vocabulari de la interlingua si (amb les variacions pertinents, però amb el mateix significat) es troba en un mínim de tres de les quatre entitats lingüístiques següents:
- anglès
- "ibèric" (espanyol i/o portuguès)
- francès
- italià

o es troba en dues de les quatre prèvies entitats i en almenys una de les dues llengües següents:
- alemany
- rus

La forma normalitzada d'una paraula ha de semblar el denominador comú de les paraules i elements en les llengües fonts.

### Fonologia[calcitació]
La taula següent il·lustra respectivament els sons de les consonants i de les vocals presents en interlingua.
|             | Bilabial | Bilabial | Labiodental | Labiodental | Alveolar | Alveolar | Postalveolar | Postalveolar | Palatal | Palatal | Labiovelar | Labiovelar | Velar | Velar | Glotal | Glotal |
| ----------- | -------- | -------- | ----------- | ----------- | -------- | -------- | ------------ | ------------ | ------- | ------- | ---------- | ---------- | ----- | ----- | ------ | ------ |
| Oclusiva    | p        | b        |             |             | t        | d        |              |              |         |         |            |            | k     | g     |        |        |
| Nasal       |          | m        |             |             |          | n        |              |              |         |         |            |            |       |       |        |        |
| Monovibrant |          |          |             |             |          | ɾ        |              |              |         |         |            |            |       |       |        |        |
| Fricativa   |          |          | f           | v           | s        | z        | ʃ            | ʒ            |         |         |            |            |       |       | h      |        |
| Africada    |          |          |             |             | ʦ        |          |              |              |         |         |            |            |       |       |        |        |
| Aproximant  |          |          |             |             |          |          |              |              |         | j       |            | w          |       |       |        |        |
| Lateral     |          |          |             |             |          | l        |              |              |         |         |            |            |       |       |        |        |

|             | Anterior | Posterior |
| ----------- | -------- | --------- |
| Tancada     | i        | u         |
| Semitancada | e        | o         |
| Oberta      | a        |           |

## Literatura
Al principi, l'Interlingua s'utilitzava principalment per a resums científics i llibres d'aprenentatge de llengües. El seu creador, Alexander Gode, no esperava que s'utilitzés per a gaire més.
Amb el temps, van aparèixer obres més creatives. Als anys 60, Eric Ahlström va traduir i publicar relats breus en Interlingua. Sven Collberg, un escriptor suec, es va convertir en un dels autors més actius, escrivint i traduint molts poemes i històries.
Durant les dècades de 1970 i 1980, es van publicar més obres originals i traduccions, incloent-hi contes de fades i poesia. A la dècada de 1990 també es van fer traduccions d'autors clàssics com H.C. Andersen, Carlo Goldoni i John Bunyan.
En els darrers anys, nous escriptors com Vicente Costalago i Eduardo Ortega han continuat escrivint i traduint literatura en Interlingua, demostrant que la llengua encara s'utilitza avui dia per a l'escriptura creativa.

## Exemples de text
Article 1 de la Declaració de Drets Humans:
Tote le esseres human nasce libere e equal in dignitate e in derectos. Illes son dotate de ration e de conscientia, e debe comportar se fraternalmente le unes con le alteres.
Parenostre:

Nostre Patre, qui es in le celos,

que tu nomine sia sanctificate;

que tu regno veni;

que tu voluntate sia facite

super le terra como etiam in le celo.

Da nos hodie nostre pan quotidian,

e pardona a nos nostre debitas

como nos pardona a nostre debitores,

e non duce nos in tentation,

sed libera nos del mal.

## Congressos internacionals
Llista de congressos internacionals d'interlingua organitzats per la Union Mundial pro Interlingua:
| - 1955: Del 25 al 30 de juliol, Tours, França. - 1957: Del 3 al 10 d'agost, Basilea, Suïssa. - 1959: De l'1 al 6 d'agost, Tours, França. - 1971: Del 24 al 27 de juliol, Basilea, Suïssa. - 1974: Del 23 al 30 de juliol, Norwich, Regne Unit. - 1983: Del 28 de juliol al 3 d'agost, Sheffield, Regne Unit. - 1985: Del 28 de juliol al 4 d'agost, Taastrup, Dinamarca. - 1987: Del 26 de juliol al 2 d'agost, París, França. - 1989: Del 22 al 30 de juliol, Zwolle, Països Baixos. | - 1991: Del 4 a l'11 d'agost, Helsingborg, Suècia. - 1993: Del 24 al 31 de juliol, Borne, Països Baixos. - 1995: Del 5 al 12 d'agost, Praga, República Txeca. - 1997: Del 26 de juliol al 2 d'agost, Estrasburg, França. - 1999: Del 24 al 31 de juliol, Focsani, Romania. - 2001: Del 28 de juliol al 4 d'agost, Gdańsk, Polònia. - 2003: Del 26 de juliol al 2 d'agost, Lovetch, Bulgària. - 2005: Del 16 de juliol al 22 de juliol, Âsa, Suècia. - 2009: Del 15 de juliol a l'1 d'agost, Kirchheimbolanden, Alemanya. |

## Panorama in Interlingua
Panorama in Interlingua és una revista en interlingua, òrgan oficial de la Union Mundial pro Interlingua i la publicació més important en aquest idioma. Panorama in interlingua va sorgir de la fusió entre la revista trimestral Currero, que va ser editada per la Union Mundial pro Interlingua des del 1964, i la revista bimensual privada Heraldo de Interlingua.